# Francis Newdegate
Francis Alexander Newdigate Newdegate (13 décembre 1862-2 janvier 1936) est un homme politique du Parti conservateur anglais. Après plus de vingt ans à la Chambre des communes, il est Gouverneur de Tasmanie de 1917 à 1920 et Gouverneur d'Australie-Occidentale de 1920 à 1924.

## Jeunesse et famille
Né en 1862, il est le fils du lieutenant-colonel Francis William Newdigate et de sa première épouse Charlotte Elizabeth Agnes Sophia Woodford, et petit-fils de Francis Parker Newdigate. Il fait ses études au Collège d'Eton et au Collège militaire royal de Sandhurst et entre dans les Grenadier Guards en 1883. Il épouse Elizabeth Sophia Lucia Bagot le 13 octobre 1888 .
Newdegate hérite des domaines à Arbury Hall, près de Nuneaton et à Harefield, près d'Uxbridge, à la mort de son père en 1893 et de son oncle Sir Edward Newdegate en 1902. Il prend le nom de famille supplémentaire "Newdegate", orthographié différemment, selon les termes du testament d'un parent Charles Newdigate Newdegate, en septembre 1902. En 1911, il érige, à Arbury Hall, un monument à la mémoire de George Eliot, dont le père a été employé sur le domaine Arbury.

## Carrière
Newdegate est député de Nuneaton de 1892 à 1906 et de Tamworth de 1909 à 1917. Le 14 février 1917, il est nommé intendant du manoir de Northstead, un mécanisme de démission de la Chambre des communes, lors de sa nomination au poste de Gouverneur de Tasmanie .
Newdegate est nommé Chevalier Commandeur de l'Ordre de Saint-Michel et Saint-George en 1917 lors de sa nomination au poste de Gouverneur de Tasmanie (1917 à 1920). Il est nommé Gouverneur d'Australie-Occidentale en 1920 où il sert jusqu'en 1924. À sa retraite, il est promu chevalier grand-croix de l'ordre de Saint-Michel et Saint-George en 1925. La ville de Newdegate en Australie occidentale porte son nom.
Newdegate est nommé grand intendant de la ville royale de Sutton Coldfield en 1925. À sa mort en 1936, ses domaines passent à sa fille Lucia, qui en 1919, a épousé John Maurice Fitzroy, père du 3e vicomte Daventry.